# St. Ottmar (Grünenbach)

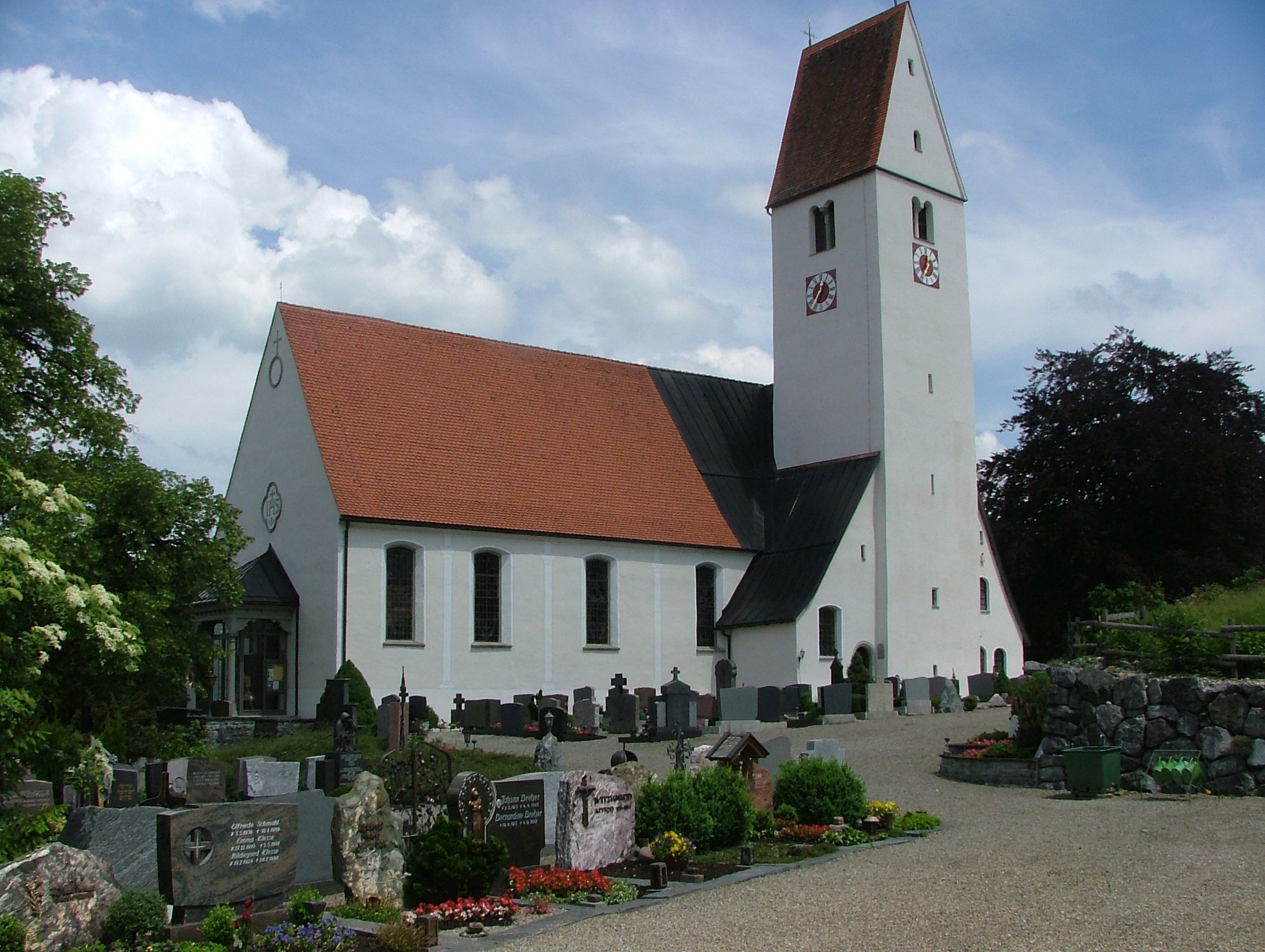
St. Ottmar in Grünenbach

St. Ottmar ist die römisch-katholische Pfarrkirche in Grünenbach, einer Gemeinde im schwäbischen Landkreis Lindau (Bodensee) in Bayern. Das denkmalgeschützte Bauwerk ist in der Liste der Baudenkmäler in Grünenbach unter der Nr. D-7-76-113-1 eingetragen. Die Kirchengemeinde gehört zum Dekanat Lindau des Bistums Augsburg.

## Beschreibung

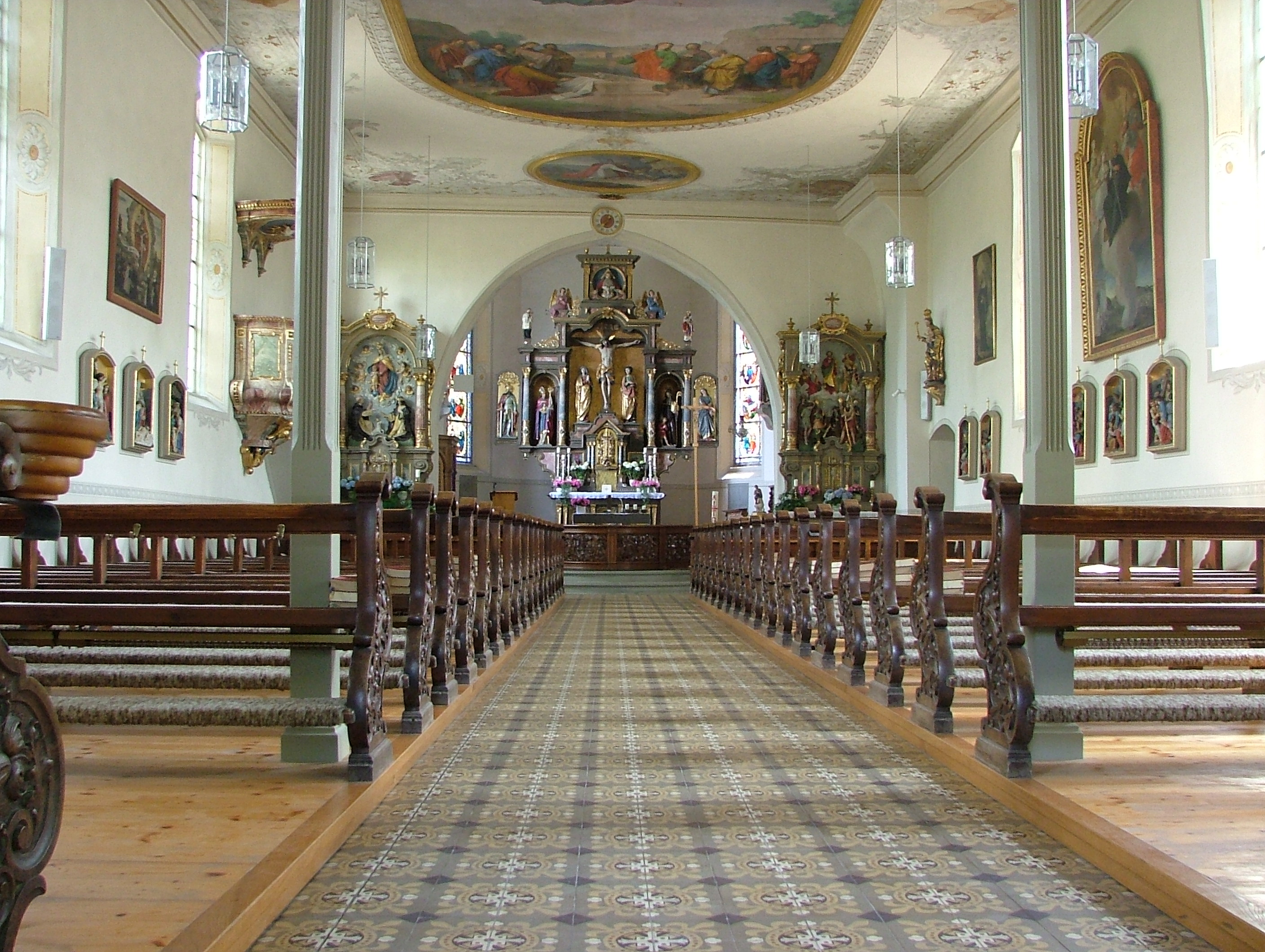
Innenraum

Die Saalkirche wurde anstelle eines romanischen Vorgängerbaus errichtet. Sie besteht aus einem im 17. Jahrhundert gebauten und im 18. Jahrhundert nach Westen verlängerten Langhaus, einem eingezogenen, dreiseitig geschlossenen, im 15. Jahrhundert errichteten Chor im Osten, einem Chorflankenturm an der Südwand des Chors, der quer mit einem Satteldach bedeckt ist, dessen untere Geschosse ebenfalls aus dem 15. Jahrhundert stammen, und der Sakristei an der Westwand des Chorflankenturms. Das oberste Geschoss des Chorflankenturms beherbergt die Turmuhr und den Glockenstuhl mit sechs Kirchenglocken. Der Innenraum des Langhauses ist mit einer Flachdecke überspannt, der des Erdgeschosses des Chorflankenturms, in dem sich die ehemalige Grablege der von Laubenberg befindet, mit einem Tonnengewölbe. Das Bild Marienkrönung im Langhaus hat 1881 Max Bentele gemalt. Auf dem Altarretabel des Hochaltars hat 1790 Johann Georg Mesmer den heiligen Audomar dargestellt.